# Kissomlyó-hegy
A Kissomlyó-hegy a csíksomlyói kegyhely közelében helyezkedik el, a somlyói borvízforrástól keletre, a Nagysomlyó-hegy északi nyúlványaként, a Csíki-medence közepén.

## Leírása
A Kissomlyó-hegy a hagyomány szerint a székely katolikusok szent hegye, amelyet évszázadok óta imádkozva járnak  végig a zarándokok.
A hegy oldalán halad végig a pünkösdszombati nagy búcsús körmenet. Nyugati részén vannak elhelyezve a kálvária stációinak keresztjei. A hegytetőn három kápolna áll, ahol szintén ájtatosságra gyűlnek össze a keresztények.
A Kissomlyó csúcsán a Salvator-kápolna látható, amely  a hegyen lévő kápolnák közül a legrégebbi és művészeti szempontból a legértékesebb. 
A hegy aljától meredek oldalon lehet feljutni hozzá.  A nép ezt az oldalt, amelyen a régebbi keresztek mellett stációs keresztek is láthatók, Jézus-hágójának nevezi. A régi kereszteket 1868-ban állították, amelyekből csak néhány maradt meg. A kőkereszteket az első világháború után készítették, ugyanakkor a második világháború után újabbakat is állítottak.
A kápolna építéséről nem maradtak fenn  hiteles adatok. Losteiner Leonárd a ferences rend krónikása szerint, minden bizonnyal az 1456-os nándorfehérvári győzelem emlékére épült:
“Capistrán és a Nagy Hunyady 1456-ban a Megváltó átváltozásának napján, augusztus 8-án, a Salvator nevét segélyül híva nyerték meg a csatát.” 

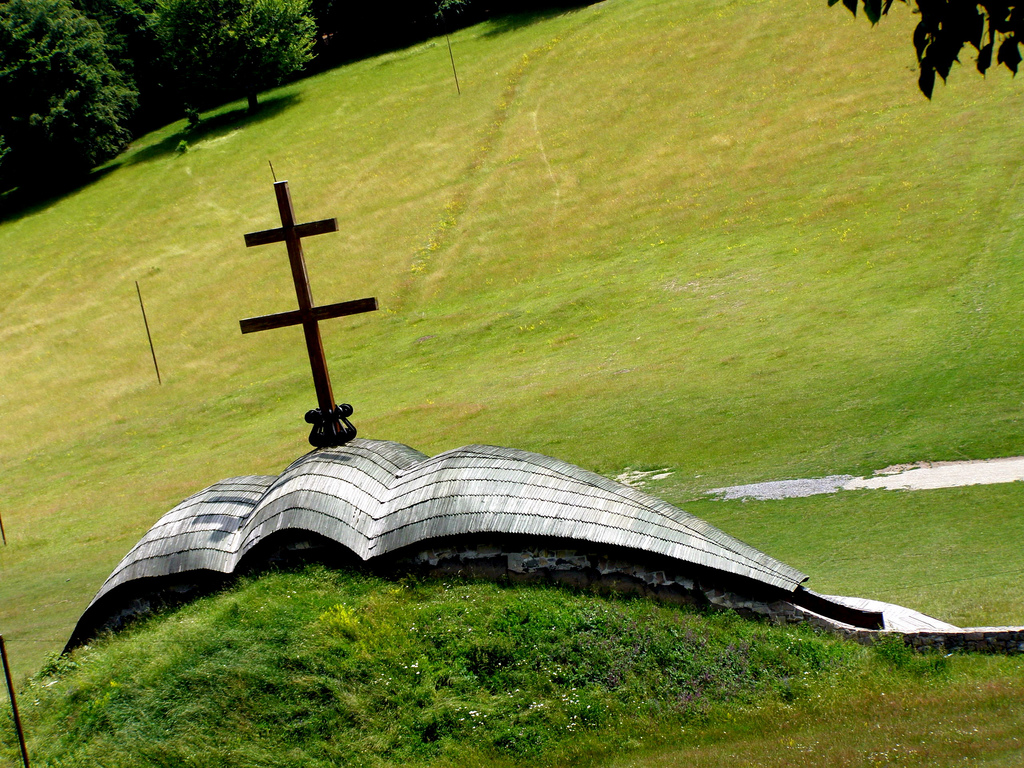
Hármasoltár a Kissomlyó és Nagysomlyó nyergében, a híres csíksomlyói búcsú napján a katolikus mise helyszíne

Az egyhajós, boltozott, négyszögletes szentélyű középkori kápolna, minden valószínűséggel a XV. század  második felében  épült, amelyet a  tatárbetörések után 1678-ban kibővítettek.
A Salvator-kápolnát Urunk  Színeváltozásának  tiszteletére szentelték fel 1680-ban. Búcsúsnapján  augusztus 6-án, ünnepi szentmisét tartanak a Szent Salvator tiszteletére, ahová a katolikus székelyek  minden évben elzarándokolnak.
A kápolnát 1780-ban újjáépítették, 1878-ban megújították és megnagyobbították.
Művészeti szempontból kiemelkedő a festett  kazetták alakos ábrázolása, valamint a kazettás mellvéddel ellátott nyugati karzat.
A Salvator-kápolna épülete és művészi berendezése a vidékies gótika, reneszánsz és barokk jellegzetes emléke.
A kápolna bejárata előtt áll a gyergyóalfalvi hívek által 1876-ban állíttatott magas, díszesen kidolgozott kőkereszt, amely az 1567-es győzelem emlékére készült.
A kápolna közelében remete lak áll, az ott lakó remete vigyáz a kápolnákra és környékére.
A Salvator-kápolnától keletre található a 15-17. században épült Szenvedő Jézus-kápolna, amely egy nyitott kis fülke, belsejében az oszlophoz kötözött Krisztus szobra látható.
A pünkösdi búcsú hajnalán a zarándokok  ezen kápolna közelében gyülekezve várják a napfelkeltét.
A Kissomlyó-hegy déli oldalában látható a Szent Antal-kápolna, amelynek keletkezése vallástörténeti és történelmi jelentőségű.
A Páduai Szent Antal tiszteletére  épült kápolna, fogadalmi vezeklőhely, ahová búcsús szándékkal, imameghallgatás céljából  érkeznek a  zarándokok.
Az első kápolnát Márk Jakab testvér építette az 1661-es tatárbetörés után. Ezt igazolja egy égetett téglába bevésett felirat:
“Johannes Mark Ao. 1673.”
A mai formájában látható kápolnát 1773-1775 között építették, és a 19. században többször is kijavíttatták. Barokk oltárképe Szent Antalt, a védőszentet ábrázolja.
A Nagy- és Kissomlyó közötti térség az úgynevezett  Nyereg, a csíksomlyói  pünkösdszombati ünnepi  búcsús szentmise színhelye.
Itt  látható az 1996-ban Makovecz Imre műépítész által tervezett Hármashalom-oltár.
A két Somlyó-hegy közötti nyeregben tartják minden évben,  július első szombatján az Ezer Székely Leány Napját.
A Nagy- és Kissomlyó közötti térségben egy érdekes természeti jelenség tapasztalható. A magasabb hegycsúcs délnyugati oldala és a Szent Antal-kápolna közötti diagonális vonal közepén a kiejtett szavak visszhangzanak.  Különlegessége abban rejlik, hogy bármely irányba fordulva a visszhang kisebb nagyobb mértékben észlelhető.
Orbán Balázs szerint a visszhang:
„Európa első rendű visszhangjai közé tartozik a mennyiben 15 szótagot tisztán, ropogósan ad vissza.”
A Kissomlyó lábánál fakad a somlyói borvíz, a lakosság kedvelt savanyú ásványvize, amely vulkáni utóműködés eredményeként jött létre. Ugyancsak itt található a Barátok fürdője is.

## Források

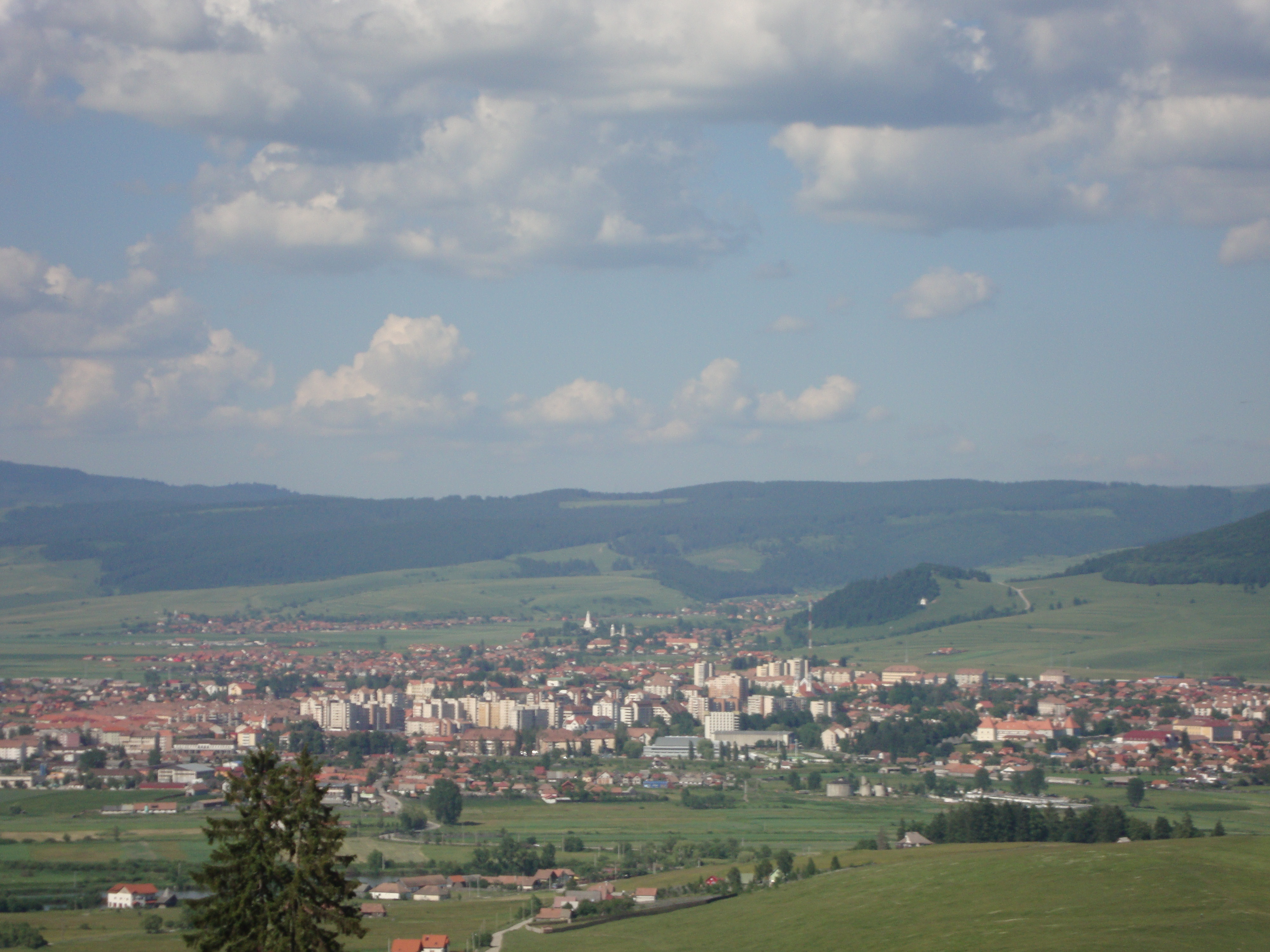
Csíkszereda. A Kissomlyó a kép jobb oldalán látszik

## Külső hivatkozások
- Csíksomlyó honlapja